# 133-я механизированная бригада (формирования 1932 года)

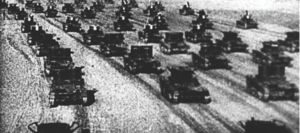
Танки Т-26 выпуска 1933 года — 133-я бригада 45-го механизированного корпуса Киевского военного округа. Большие Киевские манёвры. Сентябрь 1935 года. Белые полосы/отсутствие их на части техники означают то, что они по легенде манёвров относились к одной из сторон — «красным» или «синим».

133-я механизированная бригада (133 мбр) — общевойсковое соединение механизированных, позднее автобронетанковых войск РККА Вооружённых Сил Союза ССР.
Полное действительное наименование — 133-я Бессарабская механизированная бригада (04.02.1932 — 05.04.1938).

## История
45-я стрелковая дивизия дислоцировалась в городе Киев, с 12 августа 1922 года. Дивизия была сформирована в Красной Армии и прославилась во время Гражданской войны в России, в период 1918—1921 годов.
Успехи оборонной промышленности СССР в конце 1920-х годов позволили начать моторизацию и механизацию РККА, сначала подразделений, а позже частей и соединений Красной Армии и Флота.

Постановлением Совета Труда и Обороны от 1 августа 1931 года была принята так называемая большая танковая программа, которая исходила из того, что технические достижения в области танкостроения в СССР «создали прочные предпосылки к коренному изменению общей оперативно-тактической доктрины по применению танков и потребовали решительных организационных изменений автобронетанковых войск в сторону создания высших механизированных соединений, способных самостоятельно решать задачи как на поле сражения, так и на всей оперативной глубине современного боевого фронта»— А. И. Радзиевский, «Танковый удар», М., Воениздат, 1977 год
4 февраля 1932 года командир 45-й Волынской Краснознамённой стрелковой дивизии издал приказ о сформировании из частей дивизии 45-го механизированного корпуса. Корпус формировался в Украинском военном округе в г. Киеве Украинской ССР, а 133-я механизированная бригада формировалась на базе 133-го стрелкового полка той дивизии. К 15 февраля 1932 года управление бригады, 1-й, 2-й, 3-й и учебный танковые батальоны, специальные подразделения были сформированы. Командиром бригады назначен Яков Константинович Евдокимов.
В сентябре 1935 корпус принимал участие в окружных учениях — Киевских манёврах.
30 марта 1938 корпус и в его составе 133 мбр передислоцирован в г. Бердичев Житомирской области Украинской ССР.
5 апреля 1938 Генштаб РККА издал директиву № М1/00666 о переименовании 45-го механизированного корпуса в 25-й танковый корпус. 133 мбр переименована в 4-ю легкотанковую бригаду.
Управление бригады находилось:
- в г. Киев (4.02.1932 — 30.03.1938);
- в г. Бердичев (с 30.03.1938);

## Деятельность

### 1932 год
21 января
21 января 1932 Штаб РККА телеграфным распоряжением сообщил командиру 45-й сд о формировании из частей дивизии 45-го механизированного корпуса.
4 февраля
4 февраля командир 45-й Волынской Краснознамённой сд издал приказ о формировании из частей дивизии 45-го механизированного корпуса в г. Киеве.
133-я механизированная бригада формировалась на базе 133-го стрелкового полка.
К 15 февраля 1932 управление соединения и подразделения были сформированы. Командир бригады Я. К. Евдокимов.
27 февраля 1932 образована Киевская область.

### 1935 год
12—17 сентября 1935 в округе проводились тактические учения. Они вошли в историю Советских Вооружённых Сил под названием больших Киевских манёвров. В них участвовали все рода войск: пехота, конница, воздушно-десантные, артиллерийские, бронетанковые, авиационные части и соединения. На этих манёврах отрабатывались прорыв укреплённой оборонительной полосы стрелковым корпусом, усиленным танковыми батальонами и артиллерией РГК, развитие прорыва кавалерийским корпусом, применение крупного авиадесанта, манёвр механизированного корпуса совместно с кавалерийской дивизией с целью окружения и уничтожения в своём тылу прорвавшейся группы противника. Впервые в Европе проверялась теория глубокого боя и глубокой операции. 45-й мехкорпус участвовал на стороне синих, которые прорывали укреплённую полосу обороны противника.

### 1936 год
В 1936 году по призыву Политуправления округа в стахановское движение включаются соединения и части округа. Звание стахановца присваивалось подразделениям, частям и соединениям, которые отлично изучили боевую технику, берегли военное имущество, экономили горючие и смазочные материалы. Среди первых стахановских соединений была и 133-я мбр.
За большие успехи, достигнутые в освоении боевой техники, Совет Народных Комиссаров СССР наградил орденом Красной Звезды командира 133-й мбр Я. К. Евдокимова.

### 1937 год
10 мая должности заместителей командиров по политической части упразднены, а введены должности военных комиссаров.
12 декабря комбриг Я. К. Евдокимов арестован.

### 1938 год
В марте командиром бригады назначен полковник И. О. Яркин.
15 марта 1938 Штаб КВО издал директиву о передислокации корпуса в г. Бердичев.
16 марта корпус начал передислокацию.
16-30 марта корпус передислоцирован в г. Бердичев Житомирской области Украинской ССР.
5 апреля 1938 г. Генштаб РККА издал директиву № М1/00666 о переименовании 45-го механизированного корпуса в 25-й танковый корпус. 133-я мбр переименована в 4-ю легкотанковую бригаду и переведена на новый штат.

## В составе
- 45-й механизированный корпус Украинского военного округа (4.02.1932 — 17.05.1935)
- 45-й механизированный корпус Киевского военного округа (17.05.1935 — 5.04.1938)

## Командование
Командиры корпуса:
- Евдокимов, Яков Константинович, (1932 — арестован 12.12.1937), с 1935 комбриг.

Заместитель командира бригады по политической части, с 10.05.1937 военный комиссар бригады:
- Верещагин, Иван Филиппович, военный комиссар бригады, полковой комиссар (до 11.04.39 г.).

Начальники штаба бригады:
- Четвериков, Николай Иванович, начальник штаба (10.1934-06.1936).
- Логинов, Тимофей Андреевич, майор, (предположительно октябрь 1934 — арестован 23.06.1938).

Начальник артиллерии бригады:
- Москаленко, Кирилл Семёнович, (до 1938).

## Состав
В 1932—1938:
- управление бригады
- 1-й танковый батальон, Красноголовый, Владимир Иванович (1935—1938) НШ,командир
- 2-й танковый батальон
- 3-й танковый батальон
- учебный танковый батальон
- специальные части и подразделения: